# Hrvatska radiotelevizija
A Hrvatska radiotelevizija (röviden: HRT) Horvátország közszolgálati műsorszolgáltatója. Több rádió- és televíziócsatornát üzemeltet, hazai adóhálózaton, valamint műholdon keresztül. A HRT három közös vállalatra oszlik – a Horvát Rádió (Hrvatski radio), a Horvát Televízió (Hrvatska televizija) és a Zenei Gyártás (Glazbena proizvodnja), amely három zenekart és egy kórust foglal magában.
A HRT alapítója a Horvát Köztársaság, amely alapítói jogait a horvát kormányon keresztül gyakorolja. A Horvát Rádiót (régen: Radio Zagreb) 1926. május 15-én alapították. Ezt a dátumot tekintik a HRT alapítási dátumának. A Television Zagreb (ma Hrvatska televizija) 1956. szeptember 7-én kezdte meg a sugárzást. A horvát parlament által 1990. június 29-én elfogadott törvény értelmében a Radiotelevizija Zagreb átnevezték Hrvatska radiotelevizija-ra.
A HRT közszolgálati műsorszolgáltatóként működik, Horvátország pedig független finanszírozást biztosít a horvát műsorszolgáltató társasági törvény és a közszolgálati műsorszolgáltatásra vonatkozó állami támogatási szabályok alapján. Tevékenysége során a HRT független minden politikai befolyástól és kereskedelmi érdektől.

## Története
A Horvát Rádiótelevízió a zágrábi rádióállomás (Radio stanica Zagreb) közvetlen utódja, amely 1926. május 15-én kezdte meg a sugárzást, az első rádióállomás, amely a Balkánon sugárzott. Az állomás kezdetben magáncég volt, mielőtt a Radio Zagreb 1940. május 1-jén államosították. Horvátország független állama alatt az állomást Hrvatski krugoval néven ismerték. A második világháború után állami rádióként kezdett működni.
A Radio Zagreb társaságnak az első működési év végén valamivel több mint négyezer előfizetője volt.
A zágrábi rádióállomás megalakulásának 30. évfordulóján, 1956. május 15-én a Sljeme hegyen épített adóról sugározták az első televíziós műsort. A zágrábi televízió első élő adása 1956. szeptember 7-én került adásba. A következő két évben ez volt az egyetlen televíziós műsorszóró a délkelet-európai térségben. Ez volt az első tévéállomás Jugoszláviában, majd 1972-ben színes állomás lett. Az 1970-es években a Radio Zagreb Correspondence Center és kisebb mértékben a Zagreb TV volt a fő koordinátora a Jugoszláv Rádió televízió más egységeivel folytatott együttműködésnek a média előállítása terén.
1990 májusában, Franjo Tuđman választási győzelmét követően, kormányzó Horvát Demokratikus Unió pártjával megkezdte a rádió- és televízióállomások átvételét. 1990 júniusában a horvát parlament átnevezte a társaságot Radiotelevizija Zagreb-ről Hrvatska radiotelevizija-ra. A horvát parlament hamarosan párthű embereket nevezett ki a műsorszolgáltató vezetői és szerkesztői posztjaira.
1993. január 1-jén a HRT az Európai Műsorsugárzók Uniójának (EBU) teljes jogú tagjává vált.
Tuđman halála és a 2000-es horvátországi választások után, amelyek Stjepan Mesićet juttatták hatalomra, a HRT-t nyitottabb médiává alakították át.

## Logói

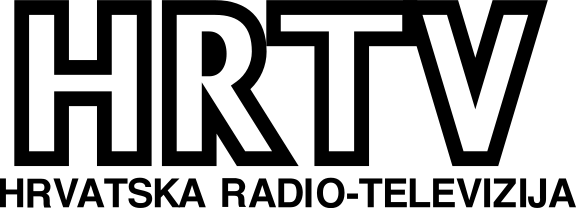
1990-ig
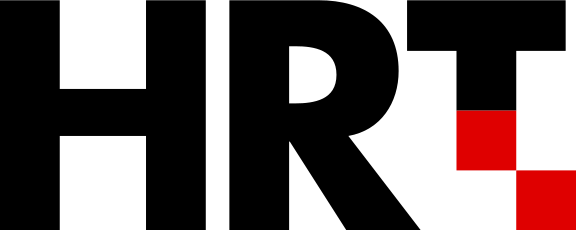
1990-1999
2000-

## Televíziócsatornák
| Logó | Csatorna neve | Tematika                                 | Indulás dátuma                        |
| ---- | ------------- | ---------------------------------------- | ------------------------------------- |
|      | HRT 1         | közérdekű televíziós csatorna            | 1956. május 15.                       |
|      | HRT 2         | általános tematikájú televíziós csatorna | 1972. augusztus 27.                   |
|      | HRT 3         | kultúracsatorna                          | 1991. Március 1. 2012. szeptember 13. |
|      | HRT 4         | hírcsatorna                              | 2012. december 24.                    |

## Rádiócsatornák

### Nemzeti rádiók
A HRT rádiós divíziójára jellemző az EU-ban megszokotthoz képest alacsony színvonal, elavult műsorstruktúra és a hallgatottság viszonylagos hiánya, amely főként a kereskedelmi rádiók megjelenésével szinte nullára csökkent. Ennek ellenére a megújítási kísérletek szinte kivétel nélkül kudarcba fulladtak. 
A három nemzeti állomás elérhető FM, DAB+ csatornákon az egész országban, és élőben közvetíti őket az interneten keresztül.
- HR 1 – Az elsődleges országos szintű állomás, főként komolyabb hangvételű programokkal. Hírek minden teljes órában régi és mai, főleg horvát és egyéb, ex-jugoszláv popzenével.
- HR 2 – Szórakoztató műsorok, széles skálán mozgó könnyűzenével, hírekkel, közlekedési információval minden óra 30-kor.
- HR 3 – Klasszikus zene és rádiódráma.

### Regionális rádiók
- HR Dubrovnik – Dubrovnik-Neretva megye rádiója
- HR Knin – Šibenik-Knin megye rádiója
- HR Osijek – Eszék-Baranya megye rádiója
- HR Pula – Isztria megye rádiója
- HR Rijeka – Tengermellék-Hegyvidék megye rádiója
- HR Sljeme – Zágráb és Észak-Horvátország rádiója
- HR Split – Split-Dalmácia megye rádiója
- HR Zadar – Zára megye rádiója